# 白塔 (倫敦塔)

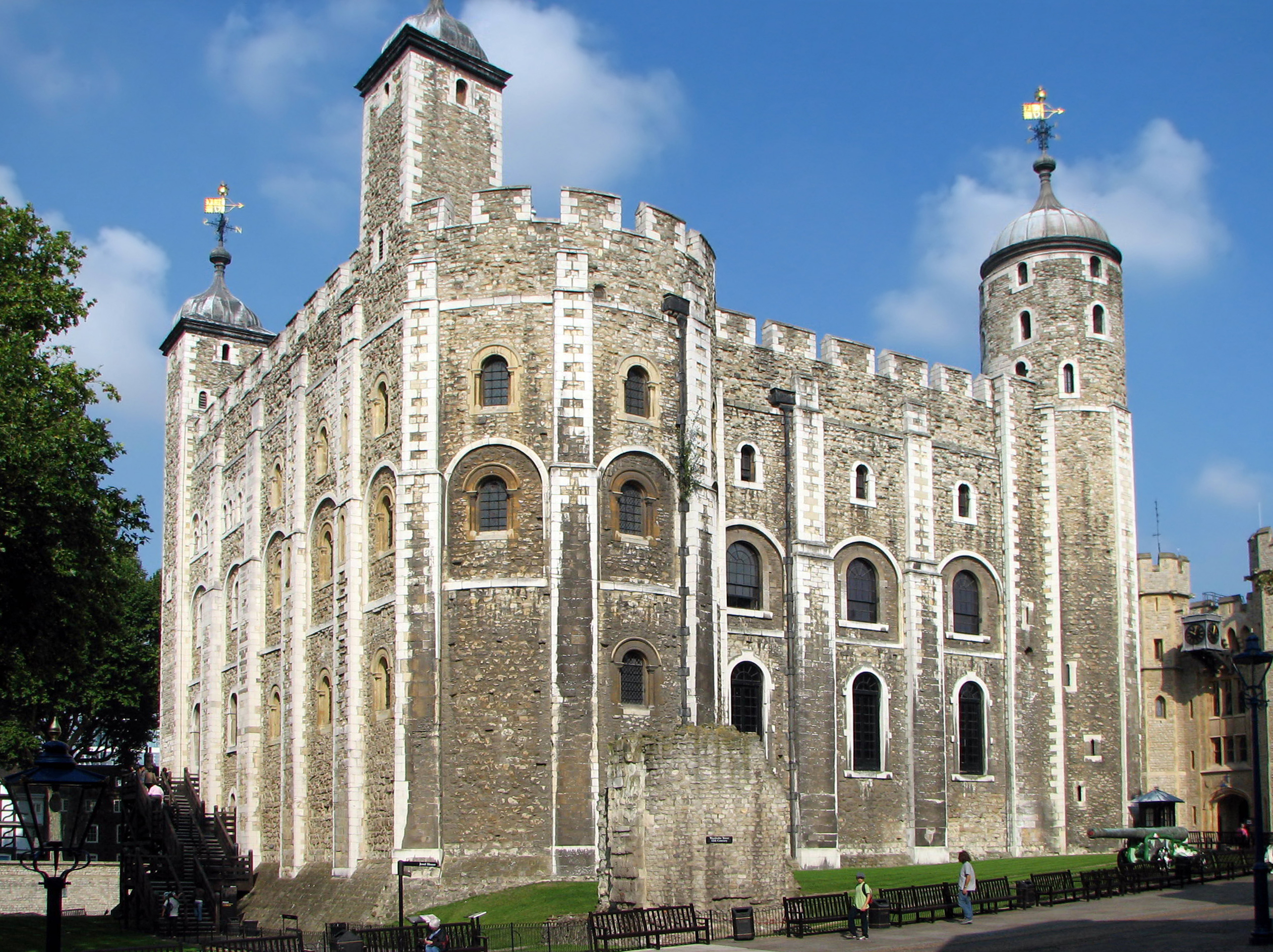
自東南方望白塔

白塔（White Tower）是倫敦塔中央的一座塔樓，由征服者威廉修建於1080年代早期，之後擴建。1066年，征服者威廉在這裡修建了一個木製的防衛設施，並在之後的十年開始改建為白塔。白塔的始建日期和修建耗時已不明確，傳統觀點認為開始於1078年。亨利三世在1240年下令將這座建築塗白。 

## 外部連結
- Historical Royal Palaces （页面存档备份，存于）

51°30′29″N 0°04′34″W / 51.508098°N 0.075977°W